# Spider-Man 2: The Sinister Six
Pour les articles homonymes, voir Spider-Man 2 (homonymie).
Spider-Man 2: The Sinister Six est un jeu vidéo d'action-plates-formes développé par Torus Games et édité par Activision en 2001 sur Game Boy Color. Il fait suite à Spider-Man sorti 1 an auparavant sur la même plate-forme.
Comme son titre l'indique, il est proposé au joueur de vivre une aventure avec l'homme araignée provenant des Marvel Comics américains.

## Synopsis
Le Dr. Otto Octavius tient une réunion des Sinistres Six au cours de la séquence du générique d’ouverture du jeu. À la suite de sa défaite dans le jeu précédent, Octavius souhaite se venger de Spider-Man et pour cela, il a à nouveau réuni les membres des Sinistres Six. Pour pouvoir le trouver, il demande d’abord aux autres de trouver Peter Parker, le photographe réputé officiel de Spider-Man, pour lui demander d'envoyer un message à leur ennemi commun. En arrivant à la maison Parker, l'Homme-Sable et le Scorpion se rendent compte que Peter n’est pas sur place. À sa place, ils enlèvent sa tante, May Parker, et laissent un message à Peter, lui demandant de « dire à Spidey d’aller à la jetée de Coney Island ».
Spider-Man va donc affronter une variété d’ennemis qui patrouillent dans les égouts de la région et les attractions de carnaval avant de rencontrer Mysterio et un certain nombre de ses doublons holographiques. Après sa défaite, Mysterio disparaît alors qu’il raille joyeusement Spider-Man pour le distraire de la tâche initiale de se diriger vers la jetée. Spider-Man se rend alors à la jetée, combattant plusieurs ennemis et étant forcé de trouver une clé, que l’un des voyous à proximité possède. Après une brève bataille avec l'Homme-sable, le méchant marmonne quelque chose sur le Vautour comme étant au World Trade Center avant de s’évanouir.
Au World Trade Center, Spider-Man doit déverrouiller une série de portes pour accéder aux toits des Tours Jumelles. En accédant à l’extérieur du complexe, Spider-Man est attaqué par le Vautour, qui laisse tomber un indice menant au Madison Square Garden.
Suivant l’indice, Spider-Man affronte le Scorpion dans l’arène massive, il dit à Peter de faire son chemin à travers Central Park pour son prochain défi. Sous le couvert d’un orage massif, Spider-Man poursuis à travers les expositions du zoo et des hommes de main, pour finalement tomber sur Kraven le chasseur. Jamais loin d’un défi, le sportif s’engage dans une bataille acharnée avec Spider-Man, le chargeant avec sa lance et jetant une variété de couteaux. Regrettant l’enlèvement de la vielle dame, parce qu’il manque d’honneur, Kraven reconnaît les prouesses de combat de son ennemi et lui demande d’aller à l’Université d’État de l’Empire pour son sixième et dernier défi.
Dans l’avant-dernière étape du jeu, le joueur doit progresser à travers le campus de l’ESU, se faufilant à travers les salles de conférence et les salles de classe pour atteindre le Dr. Octopus. Au milieu de cuves bouillonnantes de liquide vert et d’énormes morceaux de machines, Spider-Man bat Octopus. Avec tout le complexe s'effondrant à la suite de la bataille, le chef des Sinistres Six tombe au sol, jurant qu’un jour, il sera victorieux. Dans l’épilogue, Peter imagine trouver pour tante May une adresse non répertoriée après l'avoir ramené à sa maison en toute sécurité.

## Système de jeu
Le joueur contrôle Spider-Man à travers six niveaux de défilement latéral, luttant contre les voyous mineurs et les sbires jusqu’à vaincre les membres des Sinistres Six dans un combat de boss à la fin de chaque niveau. Avec un système de jeu similaire au jeu précédent, Spider-Man est capable de sauter, frapper, donner des coups de pied, escalader les murs, et d’utiliser ses jeux de tir web pour web-swing ou temporairement étourdir les ennemis. Chaque niveau implique de remplir un objectif secondaire avant de laisser le joueur accéder à la rencontre du patron de l’étape, comme trouver des clés pour déverrouiller les portes ou rechercher des ennemis spécifiques qui entravent la progression du joueur.

## Personnages
| Liste des personnages |
| --- |
| - Peter Parker / Spider-Man - Le Dr. Otto Octavius / Le Docteur Octopus - Quentin Beck / Mystério - William Baker / L'Homme-sable - MacDonald « Mac » Gargan / Le Scorpion - Adrian Toomes/ Le Vautour - Serguei Kravinoff / Kraven Le Chasseur - May Reilly Parker |
| Ennemis |
| - Voyous de la ville - Hommes de main - Sbires |
| Autres |
| - Citoyens et passants - Policiers - Policiers du SWAT |